# Kaštel Ciccarelli u Pučišćima
Kaštel Ciccarelli, kaštel u mjestu Pučišćima, Trg Hrvatskog skupa 2, zaštićeno kulturno dobro.

## Opis dobra
Kaštel Ciccarelli smješten je sa sjeverne strane luke u blizini renesansne Žuvetićeve kule. Obuhvaća kamenu dvokatnicu iz 16. st. flankiranu ulicom na zapadu, te dvokatnicu na sjevernoj strani s ostacima ugaone stražarnice na konzolama u začelju. Sa stražnje strane sklop je okružen visokim zidom vrta.

## Zaštita
Pod oznakom Z-5296 zaveden je kao nepokretno kulturno dobro - pojedinačno, pravna statusa zaštićena kulturnog dobra, klasificirano kao "stambene građevine".